# Берханемескель Реда
Беханемескель Реда (амх. ብርሃነመስቀል ረዳ; 1944—1979) — эфиопский политик, генеральный секретарь Эфиопской народно-революционной партии. Участник подпольной борьбы против императорской власти. После свержения монархии противник марксистско-ленинского режима ДЕРГ. Арестован и казнён госбезопасностью режима.

## Антимонархический подпольщик
Учился в Университете Хайле Селассие. Придерживался крайне левых марксистско-социалистических взглядов. Был непримиримым противником эфиопской монархии. Активно участвовал в оппозиционном студенческом движении. Подвергался полицейским преследованиям.
В 1971 году Берханемескель Реда во главе группы единомышленников совершил угон самолёта в Судан. Из Судана перебрался в Алжир, где имел контакты с леворадикальными представителями Организации освобождения Палестины и Фронта освобождения Эритреи. Организовывал группы военной подготовки для эфиопских политэмигрантов. Поддерживал связи со студенческим подпольем в Аддис-Абебе.

## Генеральный секретарь ЭНРП

### Создание партии
2 апреля—9 апреля 1972 года в Западном Берлине Берханемескель Реда принял участие учреждении Народной организации освобождения Эфиопии. Вскоре организация была переименована в Эфиопскую народно-революционную партию (ЭНРП). Берханемескель Реда был избран генеральным секретарём. Выступал за активную, вплоть до вооружённой, борьбу с монархическим режимом Хайле Селассие I. Наряду с Тесфайе Дебессайе, Берханемескель Реда являлся наиболее влиятельным лидером ЭНРП.

### Борьба против режима ДЕРГ
В сентябре 1974 года эфиопская монархия была свергнута марксистско-ленинской группой ДЕРГ. Первоначально Берханемескель Реда и ЭНРП в целом с энтузиазмом поддержали переворот. Но между правящим режимом Менгисту Хайле Мариама и ЭНРП быстро возник принципиальный конфликт. ЭНРП выступала против диктатуры и красного террора, обвиняла ДЕРГ в предательстве революции и установлении фашистского режима. Кроме того, возникли антагонизмы между ЭНРП и другой марксистско-социалистической организацией — Всеэфиопским социалистическим движением (ВЭСД), которое возглавлял Хайле Фида, в прошлом также студент-подпольщик. ВЭСД поддерживало режим Менгисту. Важная причина конфликта состояла в том, что ЭНРП представляла народность амхара, а ВЭСД — оромо.
В ЭНРП возникли разногласия относительно методов борьбы. Берханемескель Реда и главный идеолог партии Гетачью Мару были против вооружённого сопротивления, поскольку считали партию не подготовленной к этому. Однако верх взяла радикальная линия Кифлу Тадессе и Тесфайе Дебессайе. 23 сентября 1976 года была предпринята попытка покушения на Менгисту Хайле Мариама. 26 сентября 1976 года — активисты ЭНРП убили идеолога ВЭСД и видного режимного функционера Фикре Мерида. Боевики ЭНРП совершили ряд вооружённых атак на высокопоставленных чиновников ДЕРГ. Берханемескель Реда принял эту линию партии и включился в гражданскую войну.

### Казнь
К концу 1970-х власти в основном подавили вооружённое сопротивление ЭНРП и её военизированного крыла — Эфиопской народно-революционной армии. В 1979 Берханемескель Реда бы арестован и казнён. Характерно, что практически одновременно был расстрелян его противник Хайле Фида — поддержавшее режимный террор ВЭСД тоже было уничтожено властями.

## Память в современности
В 1980-х ЭНРП прошла значительную идеологическую эволюцию и перешла на позиции демократического социализма. Однако Берханемескель Реда по-прежнему почитается в партии как один из основателей, идеологов и героев революционной борьбы.